# Efectes del canvi climàtic sobre els mamífers marins
Els efectes del canvi climàtic sobre els mamífers marins són una preocupació creixent. Molts dels efectes de l'escalfament global encara es desconeixen a causa de la incertesa, però molts altres són cada vegada més evidents. Alguns efectes són molt directes, com ara la pèrdua de l'hàbitat, l'estrès tèrmic i l'exposició a condicions meteorològiques adverses. Altres efectes són més indirectes, com ara canvis en les relacions entre els hostes i els patògens, els canvis en l'estat físic a causa de les interaccions entre els depredadors i les preses, els canvis en l'exposició a les toxines i les emissions de diòxid de carboni, i una major interacció amb els éssers humans. Malgrat el gran impacte potencial de l'escalfament dels oceans obre els mamífers marins, la vulnerabilitat global dels mamífers marins a l'escalfament global encara no es coneix gaire bé.